# Långsmaltjärnen, Jämtland
Långsmaltjärnen är en sjö i Bräcke kommun i Jämtland och ingår i Indalsälvens huvudavrinningsområde.